# Gnathia grandilaris
Espèce
Gnathia grandilaris est une espèce d'isopodes de la famille des Gnathiidae. Sa larve parasite certains poissons, notamment les requins du genre Carcharhinus.

## Publication originale
- Coetzee, Smit, Grutter & Davies, 2008 : A new gnathiid (Crustacea: Isopoda) parasitizing two species of requiem sharks from Lizard Island, Great Barrier Reef, Australia.. Journal of Parasitology, vol. 94, n. 3, pp. 608-615 (introduction) (en).